# Stadion Kleinfeld
Lo stadio Kleinfeld (in tedesco: "piccolo campo") di Kriens è uno stadio sito nell'omonima città del Cantone di Lucerna.
Alla sua costruzione nel 1958 la capienza era limitata a 700 spettatori circa.
Successivamente, nel 1970 il complesso sportivo (sportanlage in tedesco) fu ampliato aggiungendo un secondo campo ed infine un terzo nel 1998. Nel complesso furono aggiunti nel 2007 anche una pista di atletica e una piscina.
L'attuale capienza dello stadio è di 5 360 posti di cui 540 a sedere.
È stata progettata la costruzione di un nuovo impianto sportivo dimensionato per 900 posti a sedere più 2 300 posti in piedi, oltre ad un ristorante per una spesa totale di 400.000 franchi svizzeri.